# Wilfred Kitching
Wilfred Kitching, (22 août 1893 - 15 décembre 1977) est le 7e général de l'Armée du Salut (1954-1963).

## Biographie
Né à Wood Green, Londres, Royaume-Uni de Theodore et Jane Kitching (née Cranshaw), et éduqué à la Friern Barnet Grammar School  il devient officier de l'Armée du Salut à 20 ans en 1914. Il sert plus de 30 ans dans des corps, avec des nominations au quartier général divisionnaire et national, et dans le territoire britannique.
Lui et l'adjudant Kathleen Bristow se marient en 1929. En 1946, il est envoyé en Australie du Sud en tant que secrétaire en chef. Il est envoyé en Suède comme commandant territorial en 1948. En 1951, il devient commissaire britannique.
Il est élu général de l'Armée du Salut par le Haut Conseil en 1954. Au cours de ses années en tant qu'officier, il écrit de nombreuses chansons dans le recueil de chansons de l'Armée du Salut. En 1961, il reçoit un Hon. LLD à Yonsei, Corée, et CBE en 1964. Il écrit également deux livres, Soldier of Salvation, paru en 1963, et son autobiographie, intitulée A Goodly Heritage, parue en 1967.
Le général Kitching prend sa retraite le 22 novembre 1963, le jour de l'assassinat du président des États-Unis John F. Kennedy.
Le général Wilfred Kitching est décédé à l'âge de 84 ans. Il est enterré au cimetière de New Camberwell .